# Палпатин
Шив Палпатин е измислен персонаж и главният злодей във филмовата сага на Джордж Лукас „Междузвездни войни“ (на англ. Star Wars). Той е ловък политик, който става първо сенатор в Галактическия сенат, после върховен канцлер на Галактическата република, а накрая и император на Галактическата империя. Малцина знаят, че той всъщност е тъмен лорд на Ситите и майстор в използването на Тъмната страна на Силата, чиито умения съперничат с тези на джедайския учител Йода. Актьорът Иън Макдърмид играе персонажа в 6 от 11-те игрални филма на Междузвездни войни. Първата по хронология лична поява на персонажа става в Епизод V: Империята отвръща на удара, като в Епизод IV бива само споменат. Също става персонаж в Епизод IX: Възходът на Скайуокър.

## Произход и ранни години
Официално Шив Палпатин е роден на планетата Набу и е на видимата възраст на актьора Иън Макдърмид, който го играе. Самият актьор обаче казва, че образът му е много стар – на над 100 години.
Знае се, че е бил чирак на Дарт Плегиъс – много могъщ ситски лорд, когото Шив Палпатин обаче убива.
Ситското име на Шив Палпатин е Дарт Сидиъс. Това става ясно в Епизод ІІІ. Дарт Сидиъс е тренирал Дарт Мул и граф Дуку в изкуствата на Тъмната страна.

## Идване на власт
Шив Палпатин започва политическата си кариера като скромен сенатор от далечната планета Набу, считан за честен човек и с малко остарели виждания. Политическият му възход започва по време на блокадата на Набу от страна на Търговската федерация, която той управлява задкулисно като Дарт Сидиъс. По време на последвалата политическа криза дотогавашния канцлер Финис Валорум бива отстранен чрез вот на недоверие и Палпатин бива избран за нов канцлер.
В това време неговият чирак, ситският лорд Дарт Мул, убива великия джедай Куай-гон Джин, но после бива победен от Оби-Уан Кеноби. Младият Оби-Уан обещава на умиращия си учител Куай-гон Джин, че лично ще обучи намереното преди това от тях тайнствено момче Анакин Скайуокър за джедай.

## Получаване на извънредни правомощия
Години по-късно, когато е към края на мандата си, Шив Палпатин неочаквано получава извънредни правомощия – неочаквано за всички, освен за него. Новият му чирак – граф Дуку – се съюзява с Търговската Федерация, ТехноАлианса и още няколко организации, създавайки мощно сепаратистко движение, наречено Конфедерация на независимите системи (на англ. Confederation of Independent Systems). Това движение открито се противопоставя на Републиката. В това време джедаят Оби-Уан Кеноби разкрива странна нова армия от клонинги, създадена за Републиката на планетата Камино. Когато сепаратистите разкриват плановете си, Палпатин приема новата войска от клонинги (която всъщност е поръчана от майстор Сайфо-Диас, приятел на Дуку) и уплашеният Сенат на Галактическата република му гласува извънредни правомощия и неограничено удължение на мандата.

## Войните на клонингите
Между Конфедерацията и Републиката избухва кръвопролитна война, която всъщност е игра за Палпатин. Игра, която играе сам със себе си. Докато ученикът му граф Дуку воюва с Републиката, хитрият канцлер печели още и още извънредни права, което го прави неприятен в очите на джедаите. Те с основание се плашат от диктаторските му сили. Въпреки това, когато сепаратисткият генерал Грийвъс го отвлича от републиканската столица Корусант, те изпращат най-славните си воини Оби-Уан Кеноби и Анакин Скайуокър да го спасят. Но всъщност, неизвестно за тях, Палпатин е поръчал собственото си отвличане.

## Раждане на Империята
Оби-Уан и Анакин нахлуват в кораба, където държат стария канцлер, но там ги очаква граф Дуку. Чиракът на ситския лорд бързо праща Кеноби в несвяст и е напът да победи и Анакин, но в двубоя настъпва обрат и с победа излиза джедайът. Тогава става нещо странно – плененият Палпатин казва на младия джедай да убие обезоръжения Дуку, което Анакин, след кратко двоумение, прави.
Младежът измъква канцлера и Оби-Уан обратно до Корусант, където Палпатин вече подготвя края на войната. Старият ситски лорд казва на Анакин, че джедаите му кроят преврат и Републиката е пред гибелта си. Макар младият мъж в началото да не вярва, недоверието, което джедаите имат към самия него, и страхът му от загубата на тайната си съпруга Падме (която е бременна от него) надделява.
Въпреки това, когато Сидиъс разкрива истинската си същност пред джедая, Анакин е шокиран и изплашен и съобщава истината на могъщия джедай Мейс Уинду. Уинду отива с още трима джедаи да арестува Палпатин, но бива пресрещнат от същество с нечувана мощ. Сидиъс напада с вой на дива омраза вечните си противници и избива за секунди тримата придружители на Уинду. В последвалия двубой с Мейс обаче положението се усложнява. Старецът е победен, мечът му е избит от ръката му и той бива загащен от учителя Уинду. В това време се появява Анакин. Не е ясно дали наистина Уинду побеждава Палпатин или тъмния лорд нарочно се предава, за да заблуди Анакин, че обстановката всъщност е преврат на джедаите. Палпатин залива Мейс Уинду със силови светкавици, хвърчащи от пръстите му, които обаче се отблъскват от меча на Уинду обратно в собственото му лице, разкривайки истинската древна възраст на Сидиъс. Анакин през това време се двоуми кому да помогне, но тъмният лорд подлъгва младежа по слабото му място, казвайки му, че без него Падме ще умре. Анакин взима решение и отсича ръката на Уинду, след което Палпатин засипва осакатения джедай със светкавици и го изхвърля през прозореца, което води до смъртта на Уинду. След това Анакин, оставен без избор, приема Сидиъс за свой учител и получава името Дарт Вейдър. Така вече няма кой да спре подлия канцлер.

## Отмъщението на Ситите
Палпатин изпраща новия си ученик да избие младите и неопитни джедаи, останали в Храма на джедайския орден на Корусант, което манипулираният Дарт Вейдър прави, заедно с войска от клонинги. В това време злият сит дава заповед №66 на всичките си войници клонинги из Галактиката и навсякъде джедаи падат мъртви, покосени от бластерни изстрели в гръб. Малцина оцеляват, като двама – Оби-Уан Кеноби и учителят Йода – решават да опитат да спасят остатъците от Републиката. Палпатин се появява в Сената и, правейки се на обезобразен и нещастен от „опита за преврат“ на джедаите, обявява нуждата от нов политически ред, след което Сенатът го обявява за император на първата по рода си Галактическа империя. Доволен, Палпатин изпраща Дарт Вейдър да избие старите му сепартистки приятели от Търговската федерация. Вейдър изпълнява задачата си с мрачна жестокост, но след това бива нападнат от джедая Оби-Уан Кеноби, стария си учител. В това време самият император бива нападнат в офиса си от вековния мъдрец и върховен джедай Йода. Това е враг, много по-опасен от Мейс Уинду, но Сидиъс се справя с предизвикателството и Йода е принуден да избяга. В това време обаче Оби-Уан побеждава Дарт Вейдър и го оставя осакатен да загине в лавените пепелища на вулканичната планета Мустафар. Палпатин обаче спасява обгорения младеж, макар и на ужасна цена. Медицинските дроиди на новия император преобразуват осакатения и обезобразен Вейдър в чудовищен киборг в черен костюм, който поддържа живота му. Анакин завърша метаморфозата си като злия и безмилостен сит Дарт Вейдър – новият върховен инквизитор на Империята и дясната ръка на император Палпатин.

## Власт
Скоро всички разбират що за човек владее Галактиката. Палпатин се скрива в двореца си на планетата мегаполис Корусант, откъдето взима еднолични решения какво да става в Галактиката. На несъгласните той изпраща ставащия все по-силен и зъл Дарт Вейдър, а появилите се бунтовници биват смачквани по всякакъв начин, като връх на жестокостта е взривяването на планетата Алдераан. Деветнадесет години никой не може да докосне абсолютния имперски режим на бившия канцлер, но скоро това се променя.

## Краят на Империята
Години след възкачването на императора на власт младеж на име Люк Скайуокър, който живее бедно със своите леля и чичо на пустинната планета Татуин, е посетен от загадъчен старец. След поредица от опасни премеждия Люк намира близките си убити, а възрастният му спътник разкрива истинската си самоличност – на учителя джедай Оби-Уан Кеноби. Кеноби учи младежа в основните тънкости на джедайството и Силата и го привлича в мисията му да помогне на Съпротивата (т. нар. Съюз за възстановяване на Републиката; на английски: Alliance to Restore the Republic), в частност да помогне на принцесата на Алдераан – принцеса Лея – да достави жизненоважни данни до бунтовниците. В последвалата обстановка Оби-Уан Кеноби е убит от Дарт Вейдър, но Люк продължава да действа като част от Съпротивата.
Скоро Люк открива, че е много надарен със Силата и успява с помощта на обединените криещи се остатъци от бунтовниците и наемниците Хан Соло и Чубака (Чууи) да съставят план за унищожение на Звездата на смъртта – ужасното планетоподобно оръжие, изпускащо огромен смъртоносен лазерен лъч, помитащ цели планети. С това оръжие Дарт Сидиъс (императорът) управлява Галактическата империя, държейки поданиците си в постоянен страх. Планът успява и Звездата на смъртта бива унищожена.
Години по-късно Люк получава видение. Пред него се разкрива покойният Оби-Уан Кеноби, който му казва къде може да намери скрилия се преди години върховен джедайски учител Йода. Люк открива Йода на блатната планета Дегоба, където последният споделя страховете си за бъдещето на младежа, който може да последва тъмния път на баща си. Въпреки това Люк успява да убеди Йода да го обучи по-задълбочено в овладяването на Силата. Обаче скоро след началото на обучението си Люк получава видение, според което приятелите му са в опасност. Затова той напуска планетата, като обещава на Йода, че ще се завърне да довърши обучението си.
В опит да спаси приятелите си Люк се сблъсква със зловещия Дарт Вейдър, който след продължителна битка отсича ръката му и му се разкрива като негов баща. Люк е шокиран и ужасен от откритието. Допреди това той е мислел, че Вейдър е убиецът на баща му Анакин, но се оказва, че „убийството“ е по-скоро метафора за превръщането на последния в злия Вейдър. Люк пада от висока платформа и е спасен като по чудо от принцеса Лея.
Хищен за нов чирак обаче, императорът се опитва да примами Люк към Тъмната страна на Силата, като члез сложен план го кара да се доближи до новата, но незавършена, Звезда на смъртта.
Успоредно с това бунтовниците подготвят масово нападение срещу силите на Империята, което да служи за отвличане на вниманието, докато Люк, Хан Соло, принцеса Лея, Чууи и още малцина от Съпротивата нападнат по план малка наземна имперска станция на джунглоподобната луна Ендор, като целта им е да се унищожат генераторите в тази наземна станция, които служат за енергиен източник на силовия щит на новата Звезда на смъртта. Без тяхното унищожаване или повреждане бунтовническите сили, състоящи се от известен брой космически кораби майки и по-малки бойни космически кораби изтребители, нямат да могат да унищожат новата Звезда на смъртта.
Планът успява, но е изпълнен от Хан Соло и принцеса Лея едва след като Дарт Вейдър залавя сина си Люк и го откарва при господаря си на борда на новата Звезда на смъртта. Там Палпатин насъсква момъка срещу баща му и, обгърнат от гнева си, Люк побеждава предадения за пореден път Вейдър. Със сухо ръкопляскане и студен глас Палпатин поздравява младежа и го приветства като свой нов чирак, канейки го да убие баща си. Ужасен от себе си, Люк хвърля меча си и отказва да се отдаде на Тъмната страна, гордо заявявайки, че е джедай. Ядосан от неочаквания за него развой на събитията, императорът на свой ред напада младия Скайуокър, засипвайки го със своите силови светкавици. Люк бива повален и е близо до смъртта, когато Дарт Вейдър, трогнат от страданието на сина си, се обръща срещу злия си учител и го изхвърля в дълбока яма, водеща до реактора на Звездата на смъртта, където императорът намира своята смърт.
Пробудил се от заблудата, в която живеел под името Дарт Вейдър, Анакин Скайуокър поглежда как императорът пада към смъртта си, след което припада на земята, тъй като животоподдържащите системи на костюма му са повредени от силовите светкавици на бившия му господар. Макар Люк да прави опит да го изведе от обречената Звезда на смъртта, Анакин осъзнава, че няма как да бъде спасен, затова моли Люк да свали зловещата му маска, за да го погледне със собствените си очи за пръв и последен път. Люк за първи път вижда старото лице на баща си, обезобразено от многото му рани и от влиянието на Тъмната страна. Анакин се прощава със сина си и усмихнат умира в ръцете му. Люк успява да избяга от Звездата на смъртта, взимайки тялото на баща си, преди зловещата космическа станция да се взриви. Унищожението ѝ ознаменува победата на бунтовниците, края на Галактическата империя и началото на крехката Нова галактическа република, която ще се опита отново да възвърне мира, свободата и демокрацията в Галактиката.